# 1496 w polityce

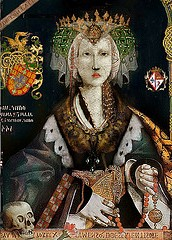
Izabela Portugalska

Wydarzenia polityczne w 1496 roku.

## Zmarli
- 15 sierpnia Izabela Portugalska, królowa Kastylii i Leónu[1].